# سید جواد یحیوی
سید جواد یحیوی (زاده ۳ تیر ۱۳۵۳) مجری و بازیگر اهل ایران است.

## زندگی‌نامه
سید جواد یحیوی یکی از مجریان با سابقه صدا و سیما و برنامه‌های «طعم آفتاب»، «رد پا» و … شبکه تهران بود که بعد از انتخابات ریاست‌جمهوری ایران (۱۳۸۸) ممنوع‌التصویر و ممنوع‌الفعالیت تلویزیون شد. وی از میر حسین موسوی حمایت کرد و مجری بعضی از مراسم‌های این نامزد انتخاباتی بود و هر از چندگاهی سخنانی علیه دولت نهم و محمود احمدی‌نژاد می‌گفت؛ از جمله آنکه اظهار داشت «مردم ایران هوشیارتر از آن هستند که از یک سوراخ دوبار گزیده شوند» یا «آقای موسوی در صورت پیروزی تلاش دارند تا اگر نفت را بر سر سفره مردم نمی‌برند، لااقل نان را ببرند». وی اکنون در کار بازیگری و تئاتر مشغول است.
سید جواد یحیوی مجری برنامه‌های تلویزیونی حدود پنج سال است که از عالم اجرا دور و در صدا و سیما ممنوع التصویر است، وی در این مدت در عرصه تئاتر به فعالیت خود ادامه داده و با بازی در سریال «قلب یخی ۲» بار دیگر به عالم تصویر بازگشته است.

## فیلم‌شناسی

### سینما
| سال  | نام                       | کارگردان              | نقش   |
| ---- | ------------------------- | --------------------- | ----- |
| ۱۴۰۲ | دو روز دیرتر              | اصغر نعیمی            |       |
| ١٣٩٨ | عنکبوت                    | ابراهیم ایرج‌زاد       | قاضی  |
| ١٣٩٧ | مهمانخانه ماه نو          | تاکفومی تسوتسویی      | مترجم |
| ١٣٩٧ | مارموز                    | کمال تبریزی           | مجری  |
| ١٣٩٧ | دنیا تنهایی کم ندارد      | افشین لیاقت           |       |
| ١٣٩۴ | برادرم خسرو               | احسان بیگلری          | مرتضی |
| ١٣٩۴ | رفقای خوب                 | مجید قاری‌زاده         |       |
| ١٣٩٣ | عین شین قاف               | قاسم جعفری            |       |
| ١٣٩١ | خوابم می آد               | رضا عطاران            |       |
| ١٣٩١ | به امید دیدار             | محمد رسول‌اف           |       |
| ١٣٩١ | متل قو                    | مسعود نوابی           | سروان |
| ١٣٨٩ | رستاخیز                   | احمدرضا درویش         | قیس   |
| ١٣٨۴ | باغ فردوس، پنج بعد از ظهر | سیامک شایقی           | خسرو  |
| ١٣٨٠ | سیندرلا                   | بیژن بیرنگ مسعود رسام |       |
| ١٣٧٨ | شوخی                      | همایون اسعدیان        |       |

### تلویزیون
| سال  | نام            | کارگردان               | نقش   |
| ---- | -------------- | ---------------------- | ----- |
| ١٣٨۶ | ترش و شیرین    | رضا عطاران محمود رضایی | اشکان |
| ١٣٨٢ | بچه های خیابان | همایون اسعدیان         |       |

### نمایش خانگی
| سال  | نام          | کارگردان                   | نقش   |
| ---- | ------------ | -------------------------- | ----- |
| ١٣٩٧ | رقص روی شیشه | مهدی گلستانه               | رضا   |
| ١٣٩۶ | گلشفیته      | بهروز شعیبی                | سرگرد |
| ١٣٩۶ | پیکسل        | محمدحسین لطیفی محمود معظمی |       |
| ١٣٩٢ | شاهگوش       | داوود میرباقری             | عظمت  |
| ١٣٩٠ | قلب یخی ۲    | محمدحسین لطیفی             | استاد |

### تئاتر
| سال  | نام                      | کارگردان       | نقش |
| ---- | ------------------------ | -------------- | --- |
| ١۴۰۱ | اهل هوا                  | محمد ‌حاتمی     |     |
| ١٣٩٨ | تراس                     | مسعود کرامتی   |     |
| ١٣٩٧ | ریش آبی                  | محسن احتشامی   |     |
| ١٣٩٧ | باشگاه مشت زنی           | ندا تمیمی      |     |
| ١٣٩۵ | زمستان ۶۶                | آیلین کیخایی   |     |
| ١٣٩۵ | در اینجا                 | آیلین کیخایی   |     |
| ١٣٩٣ | پسران آفتاب              | سارا جواد زاده |     |
| ١٣٩٣ | هرکس با تنهایی اش        | مهدی احمدپناه  |     |
| ۱۳۹۱ | کشتی ۱۲۶                 | شهرام نوشیر    |     |
| ۱۳۹۰ | عشق اتفاقی نیست که بیفتد | وحید جلیلوند   |     |